# (400335) 2007 UO34
(400335) 2007 UO34 es un asteroide perteneciente al cinturón de asteroides descubierto el 18 de octubre de 2007 por el equipo del Lowell Observatory Near-Earth-Object Search desde la Estación Anderson Mesa (condado de Coconino, cerca de Flagstaff, Arizona, Estados Unidos).

## Designación y nombre
Designado provisionalmente como 2007 UO34.

## Características orbitales
2007 UO34 está situado a una distancia media del Sol de 2,363 ua, pudiendo alejarse hasta 2,641 ua y acercarse hasta 2,086 ua. Su excentricidad es 0,117 y la inclinación orbital 6,807 grados. Emplea 1327,32 días en completar una órbita alrededor del Sol.

## Características físicas
La magnitud absoluta de 2007 UO34 es 16,8. 